# دنیل ویلیامز
دنیل ویلیامز (انگلیسی: Daniel Williams؛ زادهٔ ۴ نوامبر ۱۹۳۵ – درگذشتهٔ ۲ اکتبر ۲۰۲۴) یک سیاست‌مدار و وکیل اهل گرنادا بود. وی از ۸ اوت ۱۹۹۶ تا ۲۷ نوامبر ۲۰۰۸ فرماندار گرنادا بود.
دنیل ویلیامز در ۲ اکتبر ۲۰۲۴، بعد از یک دوره بیماری در سن ۸۸ سالگی درگذشت.